# Andreas Baader
Andreas Baader (6. května 1943 Mnichov – 18. října 1977 Stuttgart) byl spoluzakladatelem a prvním vůdcem německé levicové organizace Frakce Rudé armády (německy Rote Armee Fraktion, zkratka RAF).

## Život
Narodil se v německém Mnichově, jeho otec, historik Dr. Berndt Philipp Baader, byl antifašista, který padl na frontě druhé světové války a Baadera vychovávaly babička, matka a teta. Studium na střední škole v Mnichově nedokončil. Začal drobnou kriminalitou, krádežemi aut, falšováním dokladů apod. V roce 1963 odešel do Západního Berlína, kde se přidal k levicovým studentským hnutím, která v té době nabírala na síle. V roce 1968 spáchal se svou přítelkyní, Gudrun Ensslinovou a dalšími dvěma aktivisty, žhářský útok na „svatostánky konzumní společnosti“, obchodní domy Kaufhof a Schneider ve Frankfurtu nad Mohanem.
Všichni čtyři byli zatčeni a později odsouzeni ke třem létům vězení, k výkonu trestu ale nenastoupili, jelikož všichni utekli do zahraničí. V roce 1970 se všichni vrátili do Západního Německa, kde byl Baader zatčen. Byl ale osvobozen a uprchl za pomoci reportérky Ulrike Meinhofové. Osvobození proběhlo tak, že si Meinhofová, jako reportérka, s ním vyžádala rozhovor. Ten měl proběhnout ve studovně v Německém ústředním institutu pro sociální otázky v Berlíně-Dahlemu. Tam se strhla přestřelka a jeden zaměstnanec institutu byl vážně zraněn, když vytáhl zbraň. Tento den, 14. května 1970, byla formálně založena první generace RAF, jinak známá jako „skupina Baader-Meinhofová“. Skupina měla za cíl bojovat proti americkému imperialismu a proti policejnímu a fašistickému státu. Požadovala odstoupení vládních činitelů, kteří měli nacistickou minulost, dále požadovala zastavení podpory Američanů jako strůjců vietnamské genocidy a celkovou změnu systému. Zaměřovala se na objekty státní správy, na objekty pod americkou správou, na banky a spořitelny jako na nervy kapitalistického režimu.
Andreas Baader prošel výcvikem v palestinském táboře hnutí Fatah, zprostředkovaným právníkem Horstem Mahlerem. Poté se všichni vrátili a působili v Německu dva roky. Prvního června 1972 ve Frankfurtu nad Mohanem nedaleko budovy hesenského rozhlasu a televize byl Andreas Baader zatčen. Nedlouho poté byly zatčeny i Ulrika Meinhofová a Gudrun Ensslinová. Meinhofová zemřela za ne zcela jasných okolností při čtvrtém roce čekání na proces (oficiální verze byla, že se ve své cele oběsila na ručníku). Díky tomu vznikla druhá generace RAF, která páchala únosy a bombové atentáty a vyžadovala propuštění vězňů RAF. Krátce poté, co západoněmecká protiteroristická jednotka GSG9 zmařila únos letu Lufthansa 181 čtyřmi členy Lidové fronty pro osvobození Palestiny, byli ve svých celách dne 18. října 1977 nalezeni Andreas Baader a Gudrun Ensslinová mrtví a Jan-Carl Raspe a Irmgard Möllerová zranění (Raspe později zraněním podlehl). I okolnosti těchto sebevražd jsou nejasné. V důsledku hladovky zemřeli ve věznicích také dva další příslušníci RAF.